# Roger L. Jackson
Roger Labon Jackson, conocido como Roger L. Jackson (13 de julio de 1958), es un actor de voz estadounidenses nacido el 13 de julio de 1958. Es conocido por poner la voz al asesino Ghostface en la saga de películas Scream. E!: Entertainment Television lo nombró como el cuarenta y seis mejor secreto guardado de Hollywood. También es conocido por poner la voz al personaje Mojo Jojo en The powerpuff girls.

## Carrera
Jackson es conocido por ponerle la voz al asesino en serie Ghostface en la franquicia Scream. También ha aparecido en películas de animación y programas ed televisión como The book of Pooh de Disney. También le ha puesto la voz al mono genio maníaco Mojo Jojo y the Rowdyruff Boy Butch en The powerpuff girls.
Jackson ha tenido un papel activo en la industria de los juegos electrónicos; poniéndole voz a monstruos de Dungeons & dragons, a héroes de Galleon y Baldur's gate y trabajando para varios programas de Star Wars y Star Trek. Además de esto, ha puesto voz a todos los gatos del programa virtual Catz. También ha contribuido en Final fantasy X y King's quest VII y ha realizado programas educativos para The Learning Company and Broderbund. Para uno de los juegos de Sherlock Holmes de Electronic Arts, Jackson contribuyó con cerca de treinta personajes. Jackson interpretó al tyrant Coronel Nohman de Zone of the Enders y Zone of the Enders: the 2nd runner. También hizo la voz de John O'Conner en Fade to black de Delphin Software International.
En 2011 Roger L. Jackson volvió a interpretar la voz del asesino en serie Ghostface en Scream 4.
En la nueva versión (recuela) de 'Scream [2022]', vuelve a ponerle voz a Ghostface.

## Filmografía

### Películas
| Año  | Título                                   | Papel                                 |
| ---- | ---------------------------------------- | ------------------------------------- |
| 2023 | Scream 6                                 | Ghostface                             |
| 2022 | Scream 5                                 | Ghostface                             |
| 2013 | Khumba                                   | Walkie talkie                         |
| 2011 | Scream 4                                 | Ghostface                             |
| 2010 | Cats & dogs: the revenge of Kitty Galore | Gato gordo                            |
| 2006 | Happily n'ever after                     | Voces adicionales                     |
| 2004 | Van Helsing: the London assignment       | Caballero Drunken                     |
| 2004 | Home on the range                        | Voces adicionales                     |
| 2002 | The wild thorberrys movie                | Reggie (ardilla) Thunder              |
| 2002 | The powerpuff girls movie                | Mojo Jojo                             |
| 2001 | Monkeybone                               | Arnold the super reaper               |
| 2000 | Titan A.E.                               | Primer alien                          |
| 2000 | Scream 3                                 | Ghostface                             |
| 1997 | Scream 2                                 | Ghostface                             |
| 1996 | Scream                                   | Ghostface                             |
| 1996 | Mars Attacks!                            | Dispositivo traductor (sin acreditar) |

### Personajes de series de televisión
| Año       | Título                   | Papel                                         |
| --------- | ------------------------ | --------------------------------------------- |
| 2010-     | Regular show             | Bebé 1 (2010)/Voz maligna (2011)              |
| 1999-     | Independet lens          | Marshal 2/Reportero 4/Reportero 6 (2008)      |
| 2002-     | Codename: kids next door | Clownfather (2006)                            |
| 2005-     | Robot chicken            | Ghostface/Franklin D. Roosevelt/Hombre (2005) |
| 2003-     | Evil con carne           | Mojo Jojo (2004)                              |
| 1999-2008 | Passions                 | Demon (2002)                                  |
| 1996-     | E! true Hollywood story  | Él mismo/Ghostface (2001)                     |
| 2001-2003 | The zeta project         | Richards (2001)                               |
| 1998-     | Celebrity deathmatch     | Mel Gibson (1999)/Groucho Marx (1999)         |
| 1998-2005 | The powerpuff girls      | Mojo Jojo (1998-2005)                         |
| 1996-2001 | Nash bridges             | Stuart (1998)                                 |

### Videojuegos
| Año  | Título                                                                             | Papel |
| ---- | ---------------------------------------------------------------------------------- | --- |
| 2014 | Among The Sleep                                                                    | Teddy |
| 2013 | The Wolf Among Us                                                                  | Ichabod Crane |
| 2013 | Poker night 2                                                                      | Reginald Van Winslow |
| 2012 | The walking dead: the game - episode 5: no time left                               | Voz en la radio |
| 2012 | Dishonored                                                                         | Anton Sokolov |
| 2012 | The walking dead: the game - episodio 4: around every corner                       | Chuck/Logan |
| 2012 | The walking dead: the game - episode 3: long road ahead                            | Charles «Chuck» |
| 2012 | Guild wars 2                                                                       | Ferghun |
| 2012 | Mass effect 3                                                                      | Ingeniero Adams/Voces adicionales |
| 2012 | The darkness II                                                                    | Crudd/Voces adicionales |
| 2011 | Stars: the old republic                                                            | Voces adicionales |
| 2011 | The elder scrolls V: skyrim                                                        | Voces adicionales |
| 2011 | Skylanders: spyro's adventure                                                      | Voz |
| 2011 | BacStab HD                                                                         | Bartholomew/Pizzaro |
| 2011 | Back to the future: the game - episodio 5, outatime                                | Cueball/Chico hostil/Juez Brown/Hampton                                                                                                  |
| 2011 | Alice: madness returns                                                             | Gato de Chesire |
| 2011 | Back to the future: the game - episode 4, double visions                           | Cueball Donnely/Ernie Philpott |
| 2011 | Back to the future: the game - episodie 2, get tannen                              | Cueball Donnely/Ernie Philpott |
| 2010 | Back to the future: the game - episode 1, it's about time                          | Cue Ball Donnely/Juez Erhardt Brown |
| 2010 | Poker night at the inventory                                                       | Reginald Van Winslow |
| 2010 | Sam & Max: the devil's playhouse                                                   | Varios personajes en varios segmentos |
| 2010 | Star wars: the force unleashed II                                                  | Stormtrooper #2/Voces adicionales |
| 2010 | Bakugan: defenders of the core                                                     | Helios |
| 2010 | Nelson Tethers: puzzle agent                                                       | Sheriff Bahg |
| 2010 | Iron man 2                                                                         | Soldados A.I.M./Agentes S.H.I.E.L.D. |
| 2010 | Deadly premonition                                                                 | El General Lysander/Jack the raging bull/Wesley el Gunsmith                                                                              |
| 2010 | Mass effect 2                                                                      | Harkin/Voces adicionales |
| 2009 | Tales of Monkey Island: chapter 5 - rise of the pirate god                         | Galeb/Reginald Van Winslow |
| 2009 | Star Wars: the force unleashed - ultimate sith edition                             | Técnico de la Estrella de la Muerte |
| 2009 | Tales of Monkey Island: chapter 4 - the trial and execution of Guybrush Threepwood | Hemlock McGee |
| 2009 | Brütal legend                                                                      | SFXs |
| 2009 | Tales of Monkey Island: chapter 3 - lair of the levianthan                         | Reginald Van Winslow |
| 2009 | MySims: agents                                                                     | Sim |
| 2009 | Tales of Monkey Island: chapter 2 - the siege of Spinner Cay                       | Reginald Van Winslow |
| 2009 | Tales of Monkey Island: chapter 1 - launch of the screaming Narwhal                | Camarero/Hemlock McGee/Reginald Van Winslow                                                                                              |
| 2009 | Madworld                                                                           | Tengu/Shogun Kokushimuso/Hombre A |
| 2009 | FusionFall                                                                         | Mojo Jojo |
| 2008 | Endwar                                                                             | |
| 2008 | MySims kingdom                                                                     | Voz |
| 2008 | Spider-man: web of shadows                                                         | Misceláneos |
| 2008 | Star Wars: the force unleashed                                                     | Técnico de la Estrella de la Muerte |
| 2008 | The Bourne conspiracy                                                              | |
| 2008 | Sam & Max season two                                                               | Abe Lincoln/Storm Moai/Zombi Abraham Lincoln                                                                                             |
| 2008 | Senjo no varukyuria: garian keronikerezu                                           | Gen. Berthold Gregor/Coby Caird/Oficial Gallian/Oficial del Imperio                                                                      |
| 2008 | Sam & Max: what's new Beelzebub                                                    | Zombi Abe Lincoln |
| 2008 | Command & conquer 3: Kane's wrath                                                  | |
| 2008 | Sam and Max: chariots of the dogs                                                  | Storm Moai |
| 2008 | The destiny of Zorro                                                               | Storm Raven |
| 2008 | Sam and Max: night of the raving dead                                              | Zombi Abraham Lincoln |
| 2008 | Sam and Max: moai better blues                                                     | Storm Moai |
| 2007 | Mass effect                                                                        | Ingeniero Adams/Harkin/Personajes adicionales                                                                                            |
| 2007 | Sam and Max: ice station santa                                                     | Abe Lincoln |
| 2007 | Nights: journey of dreams                                                          | Wizeman the wicked |
| 2007 | Spider-man: friend or foe                                                          | Goblin verde/Lagarto |
| 2007 | MySims                                                                             | Sim |
| 2007 | Sam & Max season one                                                               | Abe Lincoln |
| 2007 | Sam and Max: bright side of the moon                                               | Abe Lincoln |
| 2007 | Command & conquer 3: Tiberium Wars                                                 | |
| 2007 | Sam and Max: Abe Lincoln must die!                                                 | Abe Lincoln |
| 2007 | Shining force EXA                                                                  | Ragnadaam III/Garyu/Bornay/Gantetsu |
| 2006 | Lord of the rings: battle for Middle Earth II - rise of the witch king             | Voces adicionales |
| 2006 | Phantasy star universe                                                             | Do Vol |
| 2006 | Los sims 2 - mascotas                                                              | Sim |
| 2006 | Hitman: blood money                                                                | |
| 2006 | Bone: the great cow race                                                           | Alvie |
| 2006 | Fainaru fantajî XII                                                                | Emperador Gramis Gana Solidor |
| 2006 | The lord of the rings: the battle for Middle-Earth                                 | Unidades adicionales |
| 2006 | Baten kaitosu II: hajimari no tsubasa to kamigami no shishi                        | Verus |
| 2006 | 25 to life                                                                         | Voces adicionales |
| 2006 | Cartoon network racing                                                             | Mojo Jojo |
| 2005 | Ryû ga gotoku                                                                      | Fuma |
| 2005 | Crash tag team racing                                                              | Willie Wumpa Cheeks/Park Drones |
| 2005 | Rogue galaxy                                                                       | Burton Willis |
| 2005 | Armored core: last raven                                                           | |
| 2005 | Jade Empire                                                                        | Lord Yun |
| 2005 | Stars Wars: republic commando                                                      | Voz automatizada de nave/Teniente de tropas clones/Tropas clones/Piloto de gunship                                                       |
| 2005 | Project altered beast                                                              | Agente |
| 2005 | Tiger Woods PGA tour 06                                                            | Comentario flyby |
| 2004 | Star Wars: knights of the Old Republic II - the sith lords                         | |
| 2004 | King Arthur                                                                        | |
| 2004 | The urbz; sims in the city                                                         | Sim |
| 2004 | EyeToy: AntiGrav                                                                   | |
| 2004 | Los sims 2                                                                         | Sim mayor masculino |
| 2004 | Dororo                                                                             | Redcap |
| 2004 | Tenchu kurenai                                                                     | |
| 2004 | Galleon                                                                            | Rhama Sabrier |
| 2004 | Kuon                                                                               | |
| 2004 | Nebyura: ekô naito                                                                 | |
| 2004 | Armored core: nexus                                                                | Voces adicionales |
| 2003 | Bujingai                                                                           | Naguri Tensai |
| 2003 | El Señor de los Anillos: el retorno del Rey                                        | La boca de Sauron |
| 2003 | Los sims - magia potagia                                                           | Sim |
| 2003 | Star Wars: Jedi knight - Jedi academy                                              | Trabajador imperial/Informador rebelde                                                                                                   |
| 2003 | Lionheart: legacy of the crusader                                                  | |
| 2003 | Gladius                                                                            | Voces adicionales |
| 2003 | Lionheart                                                                          | |
| 2003 | Star Wars galaxies: an empire divided                                              | |
| 2003 | Los sims - superstar                                                               | Sim |
| 2003 | Fainaru fantajî X-2                                                                | Personajes secundarios/Maester Wen Kinoc - flashback                                                                                     |
| 2003 | Anubis: zone of the Enders                                                         | Nohman |
| 2003 | Operator's side                                                                    | Gino |
| 2003 | Dennou senki bacharon mazu                                                         | Narrador |
| 2002 | Superman: the man of stell                                                         | Metallo |
| 2002 | Shinobi                                                                            | Hiruko Ubusuna (anciano) |
| 2002 | Star Trek: starfleet command III                                                   | Voces adicionales |
| 2002 | Star Wars: Jedi knight II - Jedi outcast                                           | Trabajador imperial 1/Tropa rebelde shock 1                                                                                              |
| 2002 | Star Wars: Jedi starfighter                                                        | Capitán Orsai/Generic Toth/Piloto 1/Unidad Nym                                                                                           |
| 2002 | New legends                                                                        | Xao Gon/Zhang |
| 2002 | Star Wars: racer revenge                                                           | Kraid Nemmeso |
| 2002 | Star Wars: galactic battlegrounds                                                  | Echuu Shen-Jon/Jedi Padawan/Mahwi Lihnn                                                                                                  |
| 2002 | Armored core 3                                                                     | Voces adicionales |
| 2002 | The legend of Alon D'ar                                                            | Sundeep |
| 2002 | The powerPuff girls: relish rampage                                                | Mojo Jojo/Ciudadano hombre 2 /Soldado Picklord 2/Robber 1                                                                                |
| 2001 | James Bond 007: agente en fuego cruzado                                            | |
| 2001 | Powerpuff girls: Mojo's pet project                                                | Mojo Jojo |
| 2001 | Pool of radiance: the ruins of myth drannor                                        | |
| 2001 | Fainaru fantajî X                                                                  | Maestro Wen Kinoc/Fayth (Ixion) |
| 2001 | Baldur's gate II: throne of Bhaal                                                  | Keldorn Firecam/ Tahazzar |
| 2001 | Zone of the Enders Z.O.E                                                           | Nohman/Axe |
| 2001 | Monkeybone                                                                         | Arnold the Super Reaper |
| 2001 | SimCoaster                                                                         | Voces adicionales |
| 2001 | The powerpuff girls: chemical x-traction                                           | |
| 2001 | Tarzan untamed                                                                     | |
| 2001 | Los sims - primera cita                                                            | Sim |
| 2001 | Star Wars: episode I - battle for Naboo                                            | Smeer Ze-Trois/RSF Officer |
| 2000 | Forgotten realms: Baldur's gate II                                                 | Keldorn Firecam |
| 2000 | Star Wars: episode I - racer                                                       | Ark Roose «Bumpy»/Ebe Endocott |
| 2000 | Jet set radio                                                                      | |
| 2000 | X fire                                                                             | Coronel James Clifford |
| 2000 | Alice                                                                              | The Cheshire Cat/The Jabberwock/The Dormouse                                                                                             |
| 1999 | Slave zero                                                                         | The SovKhan/Piloto manta 1 |
| 1999 | Carmen Sandiago's great chase through time                                         | Big Boss Joe |
| 1999 | Redline: gang warfare 2066                                                         | |
| 1999 | Armored core: master of arena                                                      | Nine Ball (sin acreditar) |
| 1999 | Prince of Persia 3D                                                                | |
| 1999 | Star Trek: new worlds                                                              | |
| 1998 | Future cop: L.A.P.D                                                                | |
| 1998 | Clock tower: ghost head                                                            | Bates |
| 1998 | Star Wars: Jedi knight - mysteries of the Sith                                     | Ka'Pa The Hutt/Capitán imperial/Kaerobani/Oficial rebelde 2/Ree Yees/Tusken/Rodian                                                       |
| 1997 | Armored core: project phantasma                                                    | Stinger (sin acreditar) |
| 1997 | Byzantine: the betrayal                                                            | |
| 1997 | Star Wars: Jedi knight - dark forces                                               | Computadora/Rodian |
| 1996 | Soviet strike                                                                      | Voces adicionales |
| 1996 | Star Trek: deep space nine - harbinger                                             | Scythians |
| 1996 | Keio yugekitai: katsugekihen                                                       | Dr. Pon |
| 1996 | Star Wars: x-wings vs. TIE fighter                                                 | |
| 1995 | Fade to black                                                                      | John O' Conner |
| 1995 | Space quest 6: the spinal frontier                                                 | Doctor Beleauxs/Ayudante de Hotel/Voz de la introducción                                                                                 |
| 1994 | King's quest VII: the princeless bride                                             | Abrazos/La rata canguro/La planta carnívora de tres cabezas/Vendedor de aceite de serpiente/Niño gul 1                                   |
| 1993 | Keio yugekitai                                                                     | Narrador/Médico Pon |
| 1993 | JoJo's Bizarre Adventure                                                           | Hol horse |
| 1991 | Monkey Island 2: LeChuck's revenge                                                 | Gobernador Phatt |
| 1990 | The secret of Monkey Island                                                        | Esposa trol/Freddy - hombre de baja fibra moral/Jojo el mono/Loro de Meathook/Pudín piraña/Líder pirata II/Rata/Spiffy the SCUMM Bar Dog |